# Storia dell'omosessualità in Jugoslavia

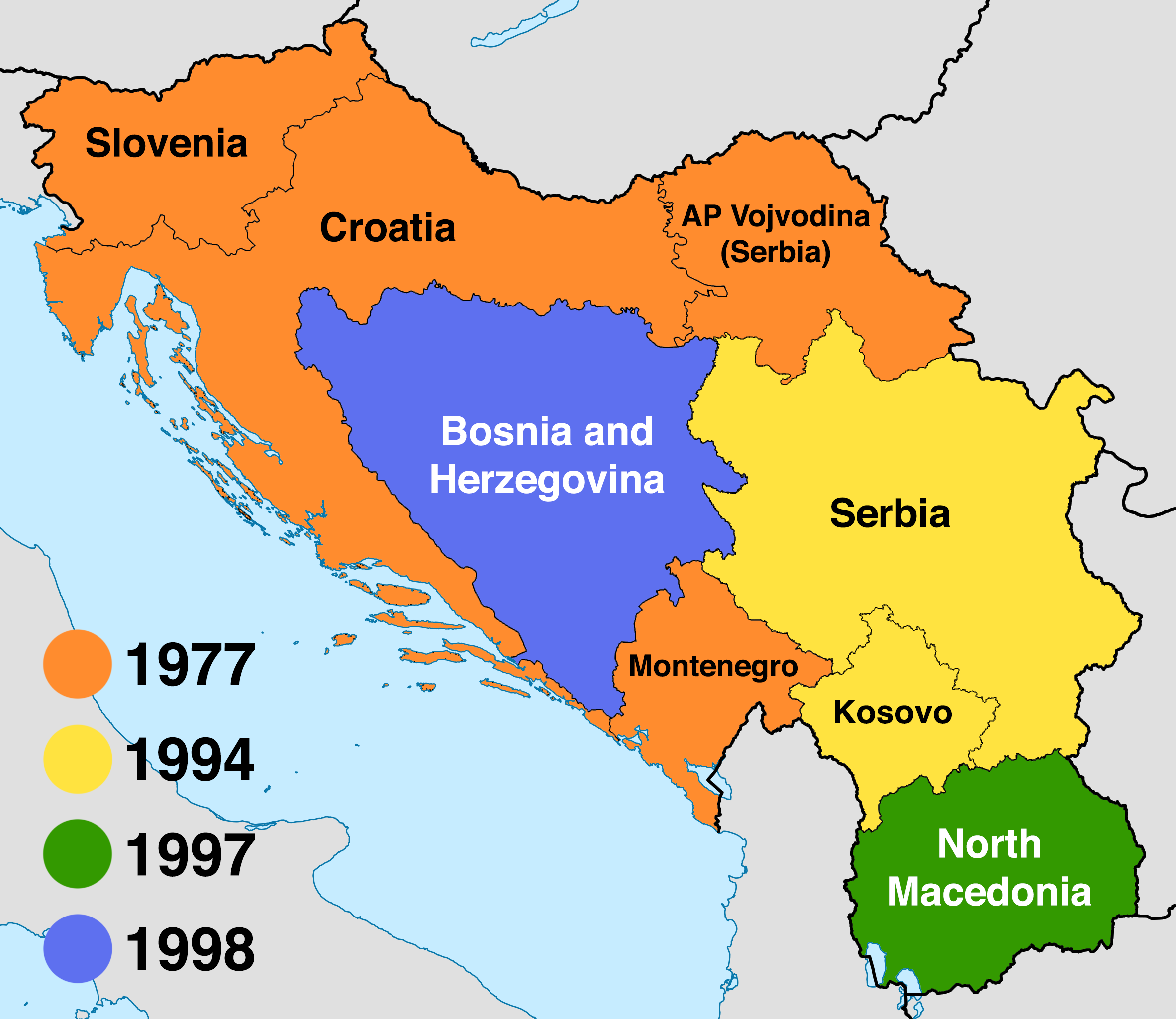
Una mappa che illustra i relativi anni della depenalizzazione dell'omosessualità nei diversi stati della federazione Jugoslavia (processo incominciato nel 1977 e terminato nel 1998)

L'omosessualità in Jugoslavia è stata prima depenalizzata nelle Repubbliche socialiste di Croazia, Slovenia, Montenegro e nella Provincia autonoma socialista della Vojvodina nel 1977 a seguire Serbia e Kosovo nel 1994, Macedonia nel 1997 e infine Bosnia ed Erzegovina nel 1998.

## Regno di Jugoslavia
In un primo momento il nuovo stato ereditò le diverse leggi applicate ai diversi territori che si erano uniti sotto il Regno di Jugoslavia. Nel 1929 il nuovo codice penale jugoslavo venne uniformato vietando "l'ingiustizia contro l'ordine della natura" (rapporto anale) tra gli esseri umani (eterosessuali o omosessuali).

## Seconda guerra mondiale

### Stato indipendente della Croazia
Quando la Jugoslavia si trovava sotto il controllo della Germania nazista non si trovano fonti relative al governo fantoccio dello Stato indipendente di Croazia che proverebbero persecuzioni organizzate né vi erano leggi esplicite dirette contro l'omosessualità. Tuttavia, l'autrice croata Ilija Jakovljević nel suo testo "Konclogor na Savi" (Campo di concentramento a Sava) menziona che in prigione sulla Piazza N16 a Zagabria incontrò un uomo incarcerato perché "amante del corpo maschile".

### Guerra di liberazione nazionale 1941-1945
Ci sono fonti sui l'esistenza di partigiani jugoslavi omosessuali durante la seconda guerra mondiale in Jugoslavia. Milovan Đilas nelle sue memorie di guerra racconta la storia del Sangiaccato dove un soldato musulmano è stato rivelato come omosessuale ad altri soldati e al segretario regionale. Il Segretario Regionale nel dubbio chiese a Đilas se dovesse "uccidere questo scherzo?", mentre Đilas rispose che al momento non conosceva la posizione del Partito Comunista di Jugoslavia né nulla di ciò che Marx e Lenin avevano detto su tali questioni.Alla fine concluse che "di tali vizi soffrono anche i proletari, e non solo i borghesi decadenti", ma che per questa cosa non si può avere funzioni nell'esercito o essere un membro del partito. Đilas disse che solo in seguito apprese "che quell'omosessuale, che in apparenza era pura virilità, era molto coraggioso e coraggiosamente cadde in battaglia".

## Jugoslavia socialista

### Persecuzione del dopoguerra
Nel periodo postbellico ci furono molti esempi di persecuzione e trattamento inumano di individui omosessuali. Uno dei casi ebbe luogo a Ragusa, dove membri del partito comunista, nel 1952, arrestarono diversi omosessuali, misero loro dei sacchi in testa con iscrizioni offensive e li guidarono attraverso la città.
Nel 1959 l'omosessualità fu ufficialmente criminalizzata in Jugoslavia.

### Depenalizzazione (anni '70 - '90)
Nel 1973, la Camera medica croata rimosse l'omosessualità dalla lista dei disturbi mentali. Nel 1974 il professore di diritto dell'Università di Lubiana Ljubo Bavcon sollecitò la depenalizzazione dell'omosessualità come uno dei membri della Commissione per l'adozione del diritto penale nella Repubblica socialista di Slovenia. I primi soggetti federali che depenalizzarono l'omosessualità furono le repubbliche socialiste di Croazia, Slovenia, Montenegro e la provincia autonoma socialista della Vojvodina nel 1977. Altre parti della Federazione faranno questa mossa solo dopo il crollo della Jugoslavia. Serbia (esclusa la Vojvodina) nel 1994, Macedonia nel 1997 e infine Bosnia ed Erzegovina (Federazione di Bosnia ed Erzegovina e Republika Srpska) nel 1998.

### Attivismo LGBT
Il primo festival di sei giorni della cultura gay in Jugoslavia è stato organizzato nell'aprile 1984 a Lubiana. Nello stesso anno fu fondata a Lubiana la prima organizzazione gay nota come "Magnus" e nel 1987 fu fondata la prima organizzazione lesbica "LL (Lezbijska Lilit)". La prima trasmissione radiofonica regolare che, tra gli altri gruppi emarginati, si è occupata di questioni gay, è stata la "Frigidna utičnica" di Zagabria del 1985 il cui ospite Toni Marošević era apertamente gay; ma a causa della disapprovazione dell'Večernji list (uno dei maggiori quotidiano Croati) venne rapidamente rimosso dalla programmazione della stazione. Nella sua proclamazione del 1986, l'organizzazione "Magnus" richiedeva l'introduzione della proibizione della discriminazione basata sull'orientamento sessuale nella Costituzione jugoslava, la depenalizzazione dell'omosessualità in tutta la Jugoslavia, l'introduzione di un curriculum che presentava l'omosessualità e l'eterosessualità a parità di condizioni e richiedeva una protesta formale del governo federale di Jugoslavia contro la Repubblica socialista di Romania, l'Unione Sovietica, Cuba, l'Iran e gli altri paesi in cui l'omosessualità era ancora criminalizzata in quel momento. Nel 1990 all'Hotel Moskva di Belgrado, luogo di ritrovo gay popolare negli anni '70, un gruppo di gay e lesbiche iniziò a organizzare molte riunioni e nel gennaio del 1991 fondò l'organizzazione Arkadija.